# Luis Cernuda

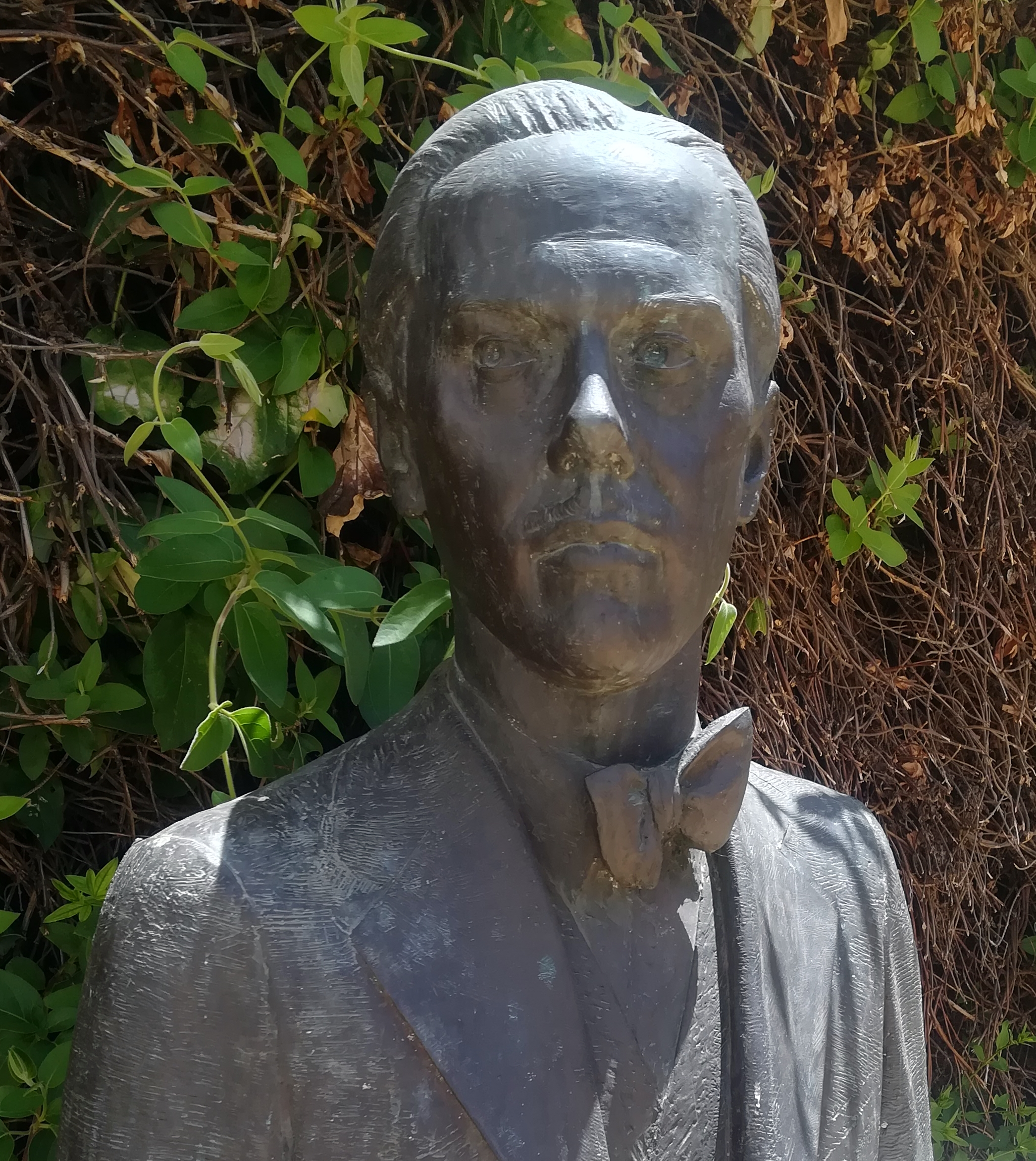
Luis Cernuda

 Luis Cernuda Bidón (Sevilla, 21 september 1902 -  Mexico-Stad, 5 november 1963) was een Spaanse schrijver.
Hij was lid van de Generatie van '27 en werkte ook als literair criticus en vertaler.

## Poëzie
- Perfil del aire (1927)
- Egloga, Elegía, Oda (1928)
- Un río, un amor (1929)
- Los placeres prohibidos (1931)
- Donde habite el olvido (1933)
- Invocaciones a las gracias del mundo (1935)
- La realidad y el deseo (1936)
- Las nubes (1943)
- Como quien espera el alba (1947)
- Vivir sin estar viviendo (1949)
- Con las horas contadas (1956)
- Desolación de la Quimera (1962)

- Biblioteca Nacional de España: XX835080
- Bibliothèque nationale de France: cb11895767z (data)
- Catàleg d'autoritats de noms i títols de Catalunya: 981058512266406706
- Gemeinsame Normdatei: 118519905
- International Standard Name Identifier: 0000 0001 0892 5903
- Library of Congress Control Number: n79059641
- Nationale Bibliotheek van Letland: 000188088
- MusicBrainz: 1cb08ce2-5a94-475d-86bf-085d95154f8a
- Nationale Bibliotheek van Tsjechië: jn20010525204
- Nationale Bibliotheek van Israël: 987007279871205171
- Nederlandse Thesaurus van Auteursnamen: 069135320
- Istituto Centrale per il Catalogo Unico: VIAV087714
- LIBRIS: 180795
- SNAC: w6xk9rrf
- Système universitaire de documentation: 027934373
- Virtual International Authority File: 44296556
- WorldCat: E39PBJyrW3wt9yjVh8cPpFXw4q